# 拉卡萊拉 (哥倫比亞)

拉卡萊拉（西班牙語：La Calera）是哥倫比亞的城鎮，位於該國中部，由昆迪納馬卡省負責管轄，始建於1772年12月16日，距離首都波哥大9公里，面積485平方公里，海拔高度2,746米，2005年人口23,308。